# Rudri

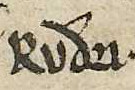
Der Name Rudris in einem Manuskript aus dem 14. Jahrhundert

Rudri (auch Roderick) († nach 1263) war ein schottischer Adliger und Militär.

## Herkunft
Die Herkunft von Rudri ist ungeklärt. Nach älteren Angaben war er ein Sohn von Ruairi von Garmoran. Wahrscheinlich war er aber ein Sohn von Uspak. Dieser entstammte wahrscheinlich der Familie Macdougall und war ein Lord der westschottischen Inseln gewesen. 1230 war er Kommandant eines norwegischen Feldzugs nach Schottland gewesen, doch während des Feldzugs war er an seinen Verletzungen gestorben.

## Exil in Norwegen
Rudri war vom schottischen König Alexander III. wegen Angriffe auf die Isle of Bute geächtet worden. Die Insel im Firth of Clyde gehörte zum Besitz des schottischen Magnaten Alexander of Dundonald, doch Uspak, der mögliche Vater von Rudri, hatte vielleicht einen Erbanspruch auf die Insel. Während des Feldzugs von 1230 hatte er sie erobert. Rudri ging nach der Vertreibung aus Schottland nach Norwegen und schwor zusammen mit zwei Brüdern dem norwegischen König Håkon IV. die Treue.

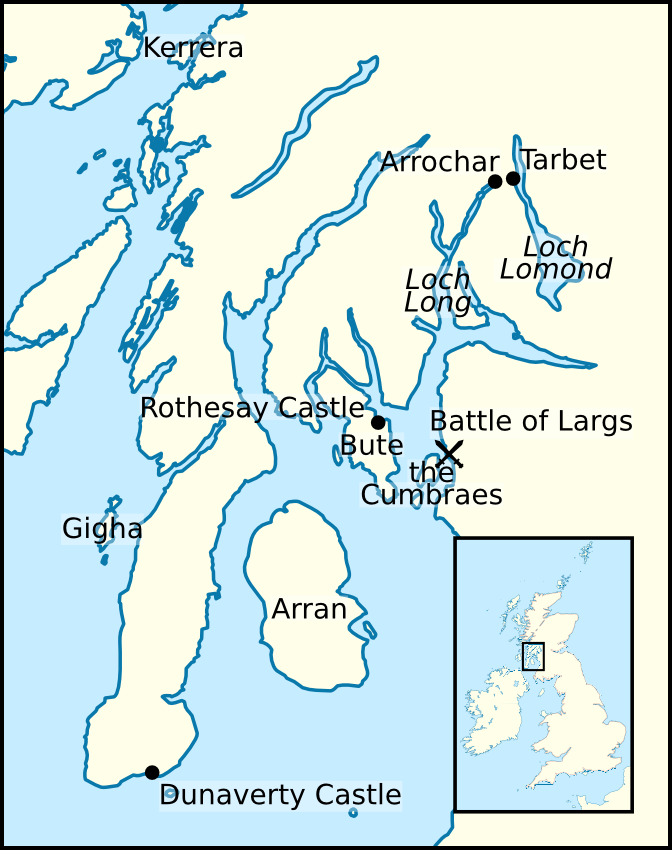
Übersichtskarte der westschottischen Inseln mit den wichtigsten Orten des Feldzugs von 1263

## Rolle im Norwegisch-Schottischen Krieg
1263 kam es zu einem neuen Krieg zwischen Schottland und Norwegen um den Besitz der westschottischen Inseln. Håkon IV. führte eine Flotte von über 100 Langschiffen nach Schottland, von denen eines unter dem Kommando von Rudri stand. Im Herbst 1263 plünderte die Flotte die westschottischen Inseln. Rudri führte dabei mit vierzehn, nach anderen Angaben mit vier weiteren Schiffen einen Angriff auf die Isle of Bute. Rothesay Castle auf Bute ergab sich den norwegischen Angreifern, doch Rudri ließ nach der Übergabe neun Angehörige der Burgbesatzung ermorden. Dann unternahm er einen Plünderungszug auf das angrenzende schottische Festland. Dann sandte der norwegische König Rudri, Magnus von Man, Dugald Macruairi und andere Unterführer mit ihren Schiffen zum Loch Long. Von Arrochar transportierten sie ihre Schiffe über Land zum Loch Lomond, wo sie dann die Siedlungen am Ufer plünderten. Trotz seiner starken Flotte konnte sich der norwegische König aber nicht auf den westschottischen Inseln behaupten. Bevor er sich im Oktober mit seiner Flotte nach Orkney zurückzog, sprach er Rudri den Besitz von Bute zu. Dies war aber nur eine symbolische Geste, denn ohne die Unterstützung durch die norwegische Flotte konnten sich die Anhänger des norwegischen Königs auf den westschottischen Inseln nicht behaupten. Rudris weiteres Schicksal ist unbekannt. Der norwegische König starb Ende 1263 auf den Orkneys, und 1264 konnten die Schotten die westschottischen Inseln erobern. 1266 trat der neue norwegische König Magnus VI. im Frieden von Perth die westschottischen Inseln an Schottland ab.